# Colls
Colls es un despoblado español del municipio de Puente de Montañana, perteneciente a la provincia de Huesca, en la comunidad autónoma de Aragón.

## Toponimia
El origen de su nombre probablemente proviene del latín "Collis", que significa colina y que encaja con la situación de la población.

## Historia
Aparece citado por primera vez en el cartulario de Santa María de Alaón en el 819.
Hacia mediados del siglo XIX, el lugar, por entonces con ayuntamiento propio, tenía contabilizada una población de 24 habitantes. Aparece descrito en el sexto volumen del Diccionario geográfico-estadístico-histórico de España y sus posesiones de Ultramar de Pascual Madoz con las siguientes palabras:

COLLS: ald. con ayunt. en la prov. de Huesca (17 leg.), part. jud. y adm. de rent. de Benabarre (4), dióc. de Urgel, aud. terr. y c. g. de Zaragoza (25): sit. al fin de una colina que comienza en las casas llamadas Coll de Chua, resguardado del viento N., su clima sano, aunque propenso á tercianas. Tiene 10 casas, dos de ellas á distancia de 1/2 legua, llamadas Espluga de Colls; es anejo en lo eclesiástico á la parr. de Claraballs. Confina el térm. N. con el de Coll de Chua; E. con Puyfel.; S. con el r. Noguera; O. con Montañana. El terreno es pedregoso y dividido en monte y regadio, que riega el r. Noguera, que le baña y divide de Cataluña: sus caminos son locales y de herradura: el correo lo reciben por peaton de Tremp. prod.: trigo y vino; cria ganado lanar. comercio: esportacion de vino, importacion de otros art. pobl.: 5 vec. de catastro, 24 alm. contr.: 1,594 rs. 9 mrs.
(Madoz, 1847, p. 546)

El municipio de Colls desapareció de cara al censo de 1857, al incorporarse al de Montañana.

## Demografía
Durante el siglo XX mantuvo doce casas abiertas, siendo este su máximo histórico, apareciendo citado con 72 habitantes en el 1932, aunque para los años sesenta sólo contaba con dos casas pobladas hasta que en el 1965 sus dos últimos habitantes abandonaron su casa.

## Patrimonio

### Arquitectónico
- Iglesia de San Pedro, templo románico de planta rectangular anteriormente cubierto con bóveda de lunetos y con ábside semicircular bajo bóveda de horno.[1] Tenía el acceso en una puerta de madera de doble hoja bajo un arco de medio punto con una espadaña de doble ojo y campanas cubiertas con un tejadillo a dos aguas. En origen era una pequeña ermita dedicada a pequeños actos religiosos pero al cerrar el otro templo de la población se convirtió en el templo principal de la población.[5]Actualmente se encuentra derruida.
- Ermita de Nuestra Señora de Colls, templo de origen románico pero con modificaciones sustanciales en los siglo XVII y XVIII. Tiene planta rectangular finalizada en ábside semicircular cubierto con bóveda de horno apuntada, mientras que la puerta se ubica a los pies del muro sur.[1]

### Textil
- Tiraz de Colls, se trata de un textil del siglo XI que fue descubierto el 28 de julio del 1978 por los profesores Manuel García Guatas y Gonzalo Borrás bajo el altar de la entonces ermita de San Pedro junto con varias lipsanotecas.[6] Se trata de un tejido de tafetán con hilos de oro entorchados con una decoración en tres franjas donde la central tiene cuatro rombos completos decorados con flores enmarcadas por motivos geométricos, palmetas estilizadas y flores esquemáticas o gemas; el quinto rombo, incompleto, presenta la figura de un pavón con la cabeza vuelta. Además de las decoraciones cuenta con dos inscripciones cúficas en las que se lee "En el nombre de Dios, el Clemente y el Misericordioso".[7]Tiraz de Colls expuesto en el Museo Provincial de Huesca

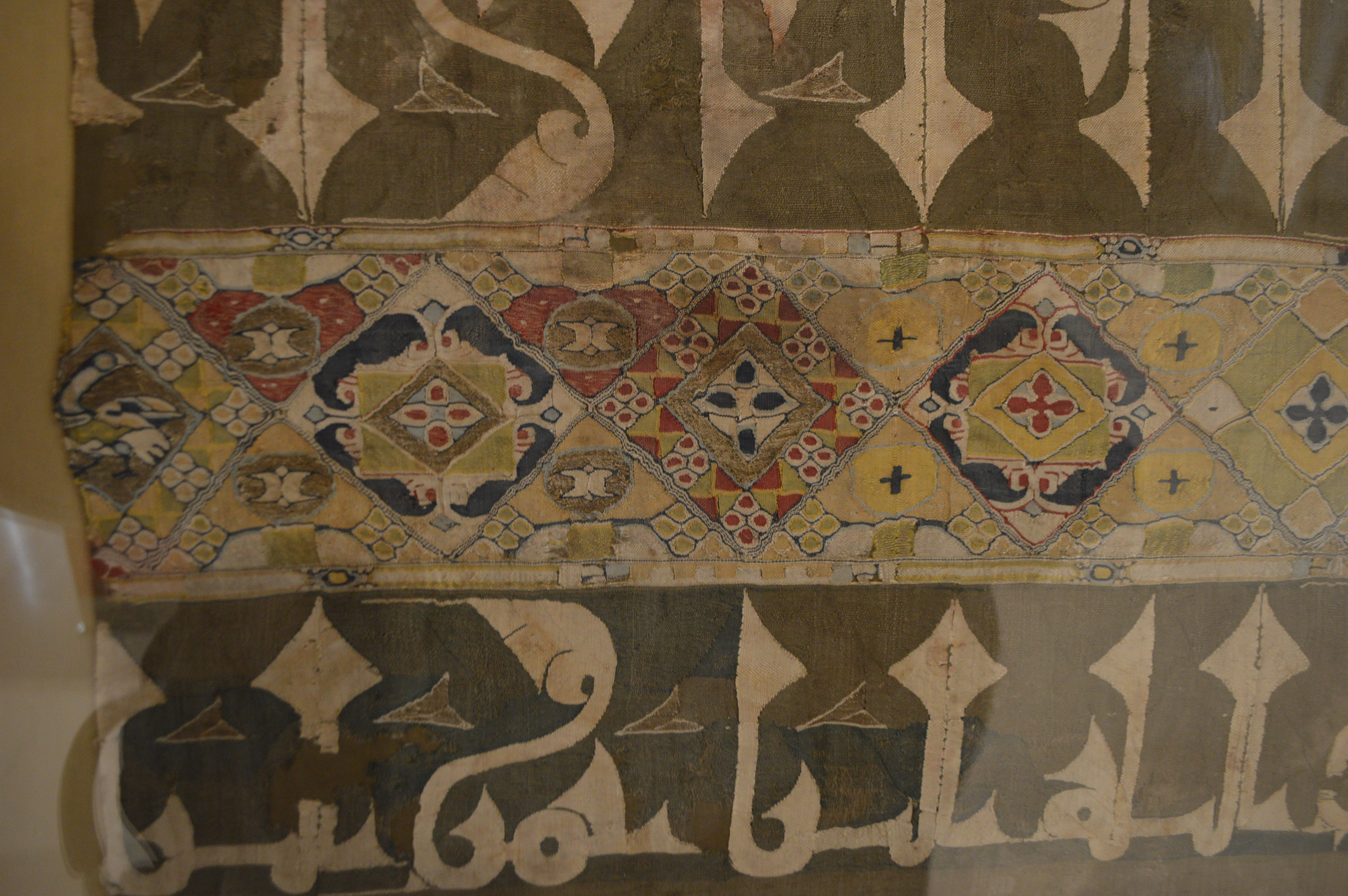
Tiraz de Colls expuesto en el Museo Provincial de Huesca

## Cultura
Las fiestas mayores de la población eran las de San Pedro, que se celebraban el tercer domingo de septiembre, donde se contrataban músicos de poblaciones cercanas.
Las fiestas menores eran las de la Ascensión, que se celebraban en mayo y en las que se realizaba una misa y se repartía pan.
Otras celebraciones como Carnaval, en donde los niños se vestían con ropas viejas y pedían por las casas o la Noche de San Juan, donde se creaban hogueras en puntos visibles de la población con la madera de peor calidad, junto con la Tronca de Nadal también estaban bastante arraigadas en la población.